# Gerard Bargalló Boivin
Gerard Bargalló Boivin (Reus, 2 de desembre 1977) és un polític català, elegit diputat al Parlament de Catalunya en la XI Legislatura.
Ha cursat estudis d'Administració i Direcció d'Empreses i treballa d'agent comercial. En 2015 fou escollit secretari General del Cercle de Podem a Reus i fou cap de llista de la coalició Catalunya Sí que es Pot a les eleccions al Parlament de Catalunya de 2015.
L'octubre de 2015 es va veure embolicat en una polèmica en fer-se públic que en els anys 2003 i 2004 havia cobrat de manera irregular la prestació d'atur, quan la Tresoreria de la Seguretat Social va descobrir el fet i el comminà a tornar els diners, li va obrir diligències d'embargament. Dies després va publicar en el seu compte de twitter un document de l'Agència Tributària i un altre de la Seguretat Social que acrediten estar al corrent de pagaments i no tenir deutes. A finals d'octubre va decidir no prendre possessió de l'acta parlamentària i el seu escó va ser ocupat per l'antiga diputada Hortènsia Grau Juan.